# Jonas Rundberg

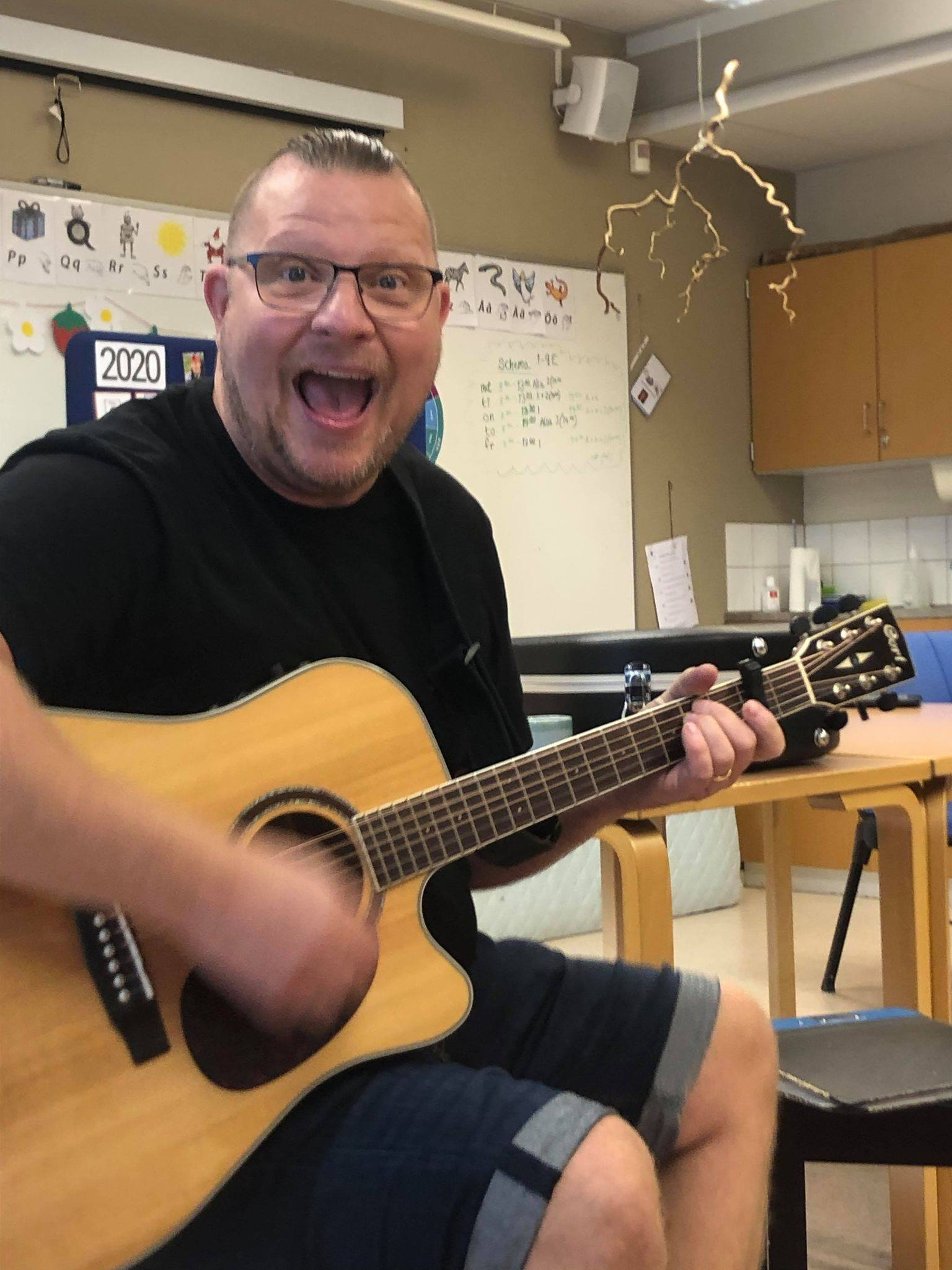

Jonas Thorbjörn Rundberg, född 15 mars 1973 i Köping, är en svensk numismatiker, musiker och fritidspedagog. Han har bland annat utgivit ett par böcker om äldre svenska mynt. Den första myntboken kom ut 2005. . Samt låtar med Barn från Gäddgårdsskolan, de första låtarna kom ut 2018.